# Eupogonius pubicollis
Eupogonius pubicollis är en skalbaggsart som beskrevs av Julius Melzer 1933. Eupogonius pubicollis ingår i släktet Eupogonius och familjen långhorningar.
Artens utbredningsområde är:
- Costa Rica.
- Honduras.
- Panama.

Inga underarter finns listade i Catalogue of Life.